# Ядріхіно
Ядрі́хіно (рос. Ядрихино) — село у складі Красночикойського району Забайкальського краю, Росія. Входить до складу Черемховського сільського поселення.
Стара назва — Ядріхіна.

## Населення
Населення — 141 особа (2010; 201 у 2002).
Національний склад (станом на 2002 рік):
- росіяни — 100 %